# Rinvio

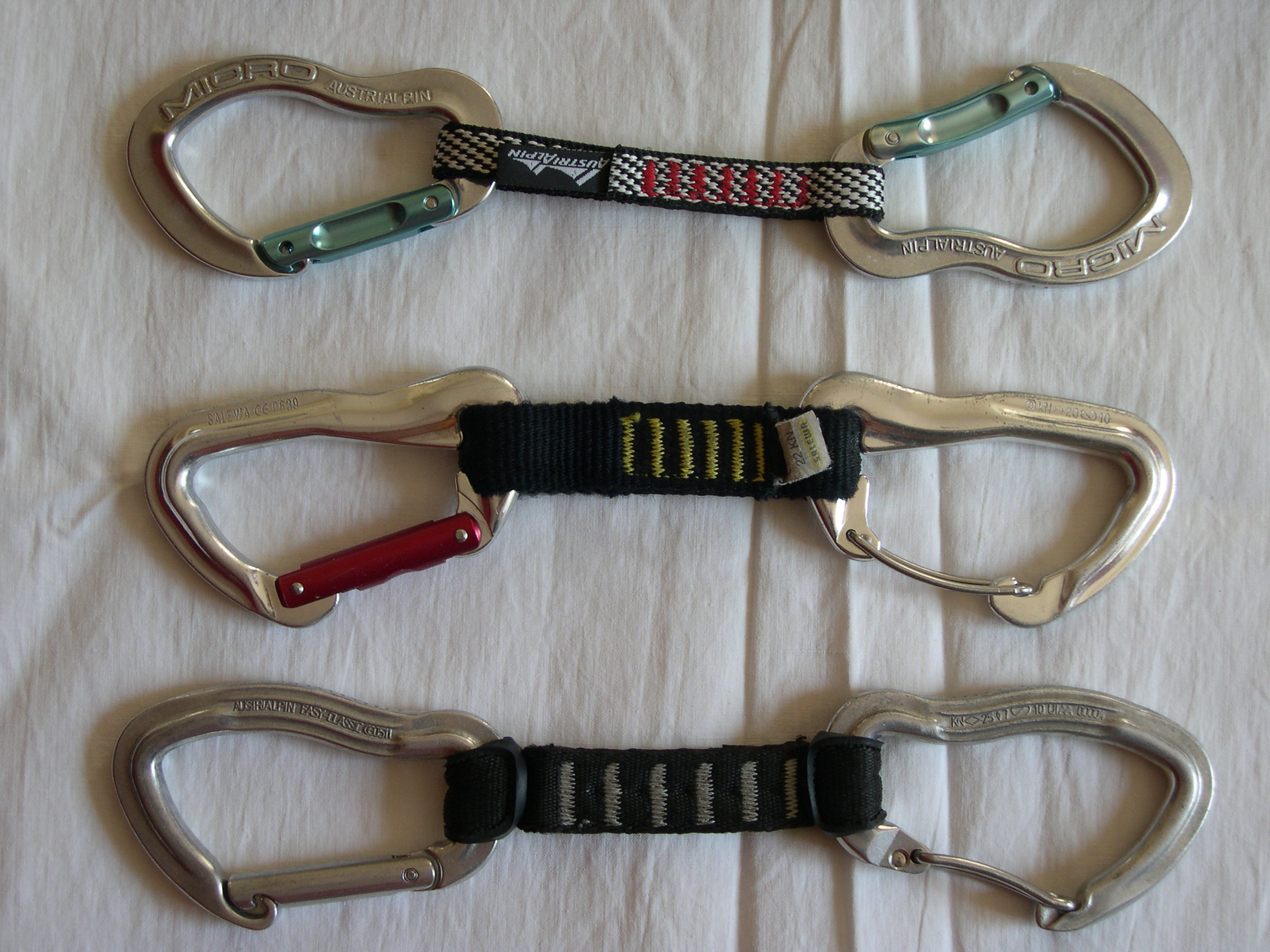
Tre differenti rinvii

Il rinvio è uno strumento di sicurezza, utilizzato in alpinismo e in arrampicata, composto da due moschettoni tra loro collegati da una fettuccia di dyneema o nylon.

## Descrizione
Permette di agganciare rapidamente la propria corda ad un punto di ancoraggio limitando l'attrito della corda tra i vari punti di ancoraggio posti durante la salita. In pratica, il primo di cordata, durante la propria ascensione, utilizza un rinvio per ciascun punto di ancoraggio: a questo egli aggancia uno dei due moschettoni, mentre nell'altro moschettone viene successivamente passata la corda di salita (cui egli stesso è legato).
Ciascun elemento che compone il rinvio (moschettoni e fettuccia) deve essere certificato CE e rispondere alle relative norme EN. La normativa attuale (fine 2008) non prevede invece una certificazione del rinvio nel suo insieme, ossia come elemento "unitario".
Storia, tradizione e dialetti d'Italia hanno fatto sì che, nel tempo, per il rinvio siano invalsi nomi e nomignoli tra i più disparati. Alpinisti e arrampicatori di regioni differenti possono per esempio conoscerlo come "preparato", "sveltina", "express" ecc.
I vantaggi dell'uso dei rinvii sono:
- evitare che la corda si sposti eccessivamente dalla linea ideale di salita, assumendo un andamento a zig-zag fra un punto di ancoraggio e l'altro (la qual cosa incrementerebbe le difficoltà del primo di cordata: la corda, infatti, sarebbe oggetto di forti attriti dettati dall'angolazione dei punti di ancoraggio);
- evitare che le vibrazioni della corda possano muovere o far fuoriuscire i chiodi, i friend, i nut e altri punti di ancoraggio, specie se sistemati in punti particolarmente delicati o su roccia friabile;
- assicurare che la corda, in caso di caduta, scorra più facilmente lungo i punti di assicurazione: un forte attrito, difatti, tenderebbe a vanificare l'effetto elastico tipico delle moderne corde dinamiche in nylon e renderebbe nullo lo scorrimento della corda nel discensore (fondamentale nell'assicurazione dinamica);
- aumentare la distanza tra la corda e la roccia, diminuendo il rischio che la corda s'impigli o, peggio ancora, si lesioni per abrasione o taglio;
- riuscire a sfruttare in maniera ottimale la lunghezza della corda evitando gli "sprechi" dovuti a un andamento "zigzagante" del percorso.